# John Wilson (cineasta)
John Michael Wilson (nacido el 7 de octubre de 1986) es un realizador de documentales estadounidense. Es el creador y director de How To with John Wilson, una comedia y docuserie de HBO.

## Temprana edad y educación
Wilson nació en Astoria, Queens y creció en Long Island. Se empezó a interesar por el cine en su adolescencia cuando su padre le regaló una cámara. Wilson cita a Les Blank, George Kuchar y Bruce Brown como influencias. 
Poco después de graduarse de la escuela secundaria, Wilson completó un largometraje llamado Jingle Berry. Wilson agregó la referencia a Jingle Berry a su propia página de Wikipedia en inglés, en el episodio 4 de la temporada 2 de How To with John Wilson.
Mientras asistía a la Universidad de Binghamton, Wilson hizo un breve documental, Looner, sobre una comunidad fetichista de los globos. En Binghamton, Wilson se unió a un grupo de canto a capela, los Binghamton Crosbys.

## Carrera
En 2008, después de graduarse de la universidad, Wilson trabajó para un investigador privado. Dice que esta experiencia influyó en su enfoque en las personas y los lugares de la vida cotidiana.
En 2015, le pidieron a Wilson que fuera de gira con David Byrne para hacer una película original sobre su actuación. Titulada Temporary Color, dicen que la película ha sido un "documental de conciertos y crímenes sobre David Byrne y un par de criminales violentos". Al año siguiente, Vimeo le pidió a Wilson que hiciera un documental sobre el Festival de Cine de Sundance. Estos trabajos llamaron la atención del comediante y escritor Nathan Fielder, y los dos comenzaron a colaborar después de conocerse en 2018.
En octubre de 2020, la serie documental de comedia de Wilson How To with John Wilson se estrenó en HBO. El programa cuenta con la producción ejecutiva de Fielder, Michael Koman y Clark Reinking. El 9 de diciembre de 2020, HBO encargó una segunda temporada, que se estrenó el 26 de noviembre de 2021. La tercera y última temporada de la serie se estrenó el 28 de julio de 2023.